# Karlsbader Abmachung
Die Karlsbader Abmachung, auch Preußisch-Österreichische Punktation genannt, war eine am 24. Juni 1864 in Karlsbad getroffene Vereinbarung der deutschen Großmächte Österreich und Preußen während des Deutsch-Dänischen Krieges.

## Geschichte
Nach dem erfolgreichen Sturm auf die Düppeler Schanzen durch preußische Truppen am 18. April 1864, bat die dänische Regierung um eine Waffenruhe und einen ersten Waffenstillstand, der am 12. Mai 1864 in Kraft trat. Schon seit dem 25. April 1864 verhandelten auf der Konferenz von London Vertreter der europäischen Staaten um eine Lösung dieses Konfliktes herbeizuführen. Die Verhandlungen endeten am 25. Juni 1864 ergebnislos.
Da ein Scheitern der Verhandlungen abzusehen war, verständigten sich Österreich und Preußen, einen Tag vor Beendigung der Londoner Konferenz, bei einer Zusammenkunft in der böhmischen Stadt Karlsbad über den weiteren Verlauf des Krieges in Dänemark. König Wilhelm I. von Preußen kam bereits am 18. Juni in Karlsbad an, der preußische Ministerpräsident Otto von Bismarck und der österreichische Ministerpräsident Bernhard von Rechberg einen Tag später. Die Ankunft des österreichischen Kaisers Franz Joseph I. erfolgte am 22. Juni 1864. Am 24. Juni 1864 wurde die als Karlsbader Abmachung bezeichnete Vereinbarung von Bismarck und Rechberg unterzeichnet, nachdem Bismarck selbst mehrfache Verbesserungen am ursprünglichen Entwurf vornahm.
Mit Ablauf des ersten Waffenstillstandes am 26. Juni 1864 begannen die preußischen Truppen am 28. und 29. Juni 1864 mit der Besetzung der Insel Alsen und am 10. Juli überschritten die verbündeten österreichischen und preußischen Heere den Limfjord in Nordjütland. Nach einem erneuten Ersuchen der dänischen Regierung trat am 18. Juli 1864 ein zweiter Waffenstillstand in Kraft. Bereits am 1. August wurde der Vorfrieden von Wien unterzeichnet, der am 30. Oktober 1864 im Definitivfrieden von Wien weitestgehend bestätigt wurde.

## Inhalt
Mit der sieben Punkte umfassenden Karlsbader Abmachung einigte man sich unter anderem auf eine Besetzung der Insel Alsen sowie ganz Jütlands als weitere Operationsziele. Zur Unterstützung des Angriffs auf Alsen sollte ein Scheinangriff gegen die Insel Fünen geführt werden, um die dortigen dänischen Kräfte zu binden. Von einer Besetzung Fünens wurde aber Abstand genommen. Jütland sollte als Pfand für spätere Verhandlungen besetzt bleiben und in die eigene Verwaltung übernommen werden. Als Hauptziel des Krieges wurde nun ein Ausscheiden der Elbherzogtümer aus dem dänischen Gesamtstaat definiert. Die auf der Londoner Konferenz gemachten Angebote einer Teilung des Herzogtums Schleswig sollten bei künftigen Verhandlungen nicht mehr verbindlich sein.

## Karlsbader Abmachung (vollständig)
Beide Allerhöchste Höfe kommen überein:
1) Nach Ablauf des Waffenstillstandes die militärische Okkupation auf die Insel Alsen und auf Jütland jenseits des Liim Fjord auszudehnen.
2) Für den Fall, daß zur Unterstützung des Angriffs auf diese beiden Objekte eine Demonstration gegen Fünen, in der Absicht Dänische Streitkräfte daselbst festzuhalten, unternommen wird, soll dieselbe nicht bis zur Landung auf die Insel ausgedehnt werden.
3) In der Absicht, den Krieg nach Möglichkeit zu lokalisieren, die Verständigung über Operationen gegen die dänischen Inseln späteren Verhandlungen vorzubehalten.
4) Jütland als Regociations-Objekt festzuhalten und in eigener Verwaltung und Besteuerung zu nehmen.
5) Die der Konferenz in Betreff der Theilung Schleswigs angebotene Konzession als hinfällig und für künftige Verhandlungen nicht bindend anzusehen; diese Entschließung auch öffentlich bekannt werden zu lassen.
6) Die Gemeinsamkeit der Verwaltung von Schleswig-Holstein und Lauenburg unter Leitung der Verbündeten, durch geeignete Einwirkung auf den Deutschen Bund herbeizuführen und Sorge zu tragen, daß die Hülfsquellen der beiden letztgenannten Herzogthümer für den Krieg in demselben Maße nutzbar gemacht werden, wie die Schleswigs.
7) Als Ziel des Krieges die Lostrennung der Herzogthümer von Dänemark, in der günstigsten, den Umständen erreichbaren Ausdehnung anzustreben.
Karlsbad, den 24sten Juni 1864
(gez.) Graf Rechberg (gez.) v. Bismarck-Schönhausen